# Linn (Missouri)
Linn è un comune degli Stati Uniti d'America, situato nello Stato del Missouri, nella contea di Osage, della quale è il capoluogo.